# Fineilspitze
Fineilspitze (tal. Punta di Finale) je vrh u skupini Schnalskamm u Ötztalskim Alpama na granici između Tirola, Austrija, i Južnog Tirola, Italija.  Poznato je kao mjesto otkrića Ötzija.

## Vanjske poveznice
|  | Zajednički poslužitelj ima još gradiva o temi Fineilspitze |

- (njem.) Austrian Alpenverein
- (njem.) Alpenverein South Tyrol